# ハートのエース

Ace of hearts

ハートのエース（英語: Ace of hearts、A♥）は、標準的なトランプのデッキに含まれている52枚のカードの1つで、数札の1つである。

## 様々なゲームにおけるハートのエース
17世紀のフランスのゲーム「Le Jeu de la Guerre」では、ハートのエースは騎兵隊を表していた:233–4。
「Bankafalet」というゲームでは、ハートのエースが山札の中で2番目に良いカードとして扱われる:348。
アイルランドのゲーム「ファイブカード」では、ハートのエースはパックの中でファイブフィンガー（別名ファイブオブトランプ）に次いで高いカードである:340。

## シンボルとしてのハートのエース

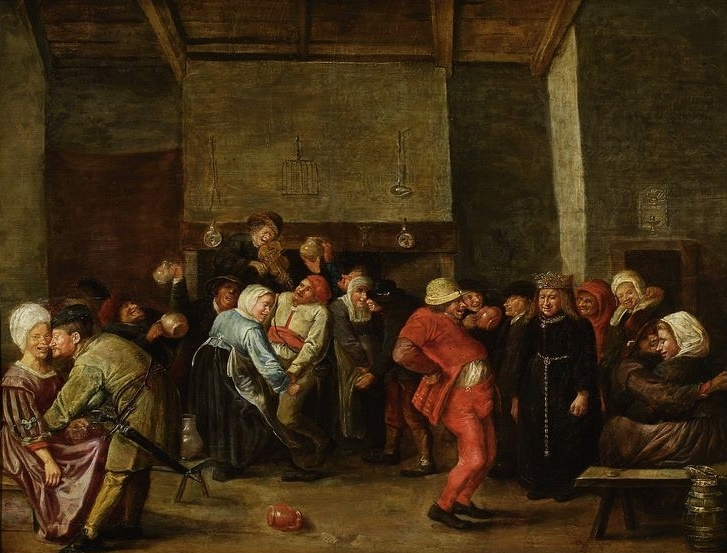
ワルシャワ国立美術館にある、農民の家での結婚式を描いた17世紀の絵画。女性の象徴として水差しが、男性の象徴としてトランプが用いられている。ハートのエースは明確にエロティックな意味を持っており、クラブの9はトラブルや精神的なフラストレーションを象徴しており、宴の後に行われるであろう情事を暗示している。

### 文学
アメリカの作家ゼイン・グレイは、トランプが持つカード占いのような意味を自身の小説の中で用いている。例えば、彼の著書『The Border Legion』では、登場人物の Joan Randleが『軟派なアウトローであるKellsを出し抜き、言い負かした』後の様子を、ハートのエースを用いて表現している:92。Kellsはそのカードを木に固定し、多くの弾丸で撃ち、『そのどれもが赤いハートに触れ、そのうちの一つが……それを完全に破壊』:116し、その下に自分の名前をサインする。これは、上述のクライマックスを予感させるものである。グレイによるこれらのハートのエースの描写は、威嚇、エロティシズム、死など、このカードが持つ多くの象徴的な意味を利用している:92。
『The true history of Pope Joan』の著者は、イエズス会について言及する際に、「我々のある王子は、カードゲームを彼らに例えた。このゲームでは、ローデムのような遊戯者が、最も高価なものを最後に持ってきて、相手プレイヤーを打ち負かす。あるいはMaweのハートのエース（我々がRumstichと呼んでいるゲーム）のようだ」と述べている。これがカードゲーム「Mawe」の起源に対する答えになると言われている:258–9。
トーマス・ハーディの『ダーバヴィル家のテス』では、天井のシミが『すぐに（ブルックス夫人の）手のひらほど大きくなり』、『（ブルックス夫人は）それが赤いことを知覚できた』ことから、主役の殺害が判明します。この物語では『長方形の白い天井の真ん中にこの緋色のしみがあり、巨大なハートのエースのようだった』と描写されている。

### 無性愛の象徴として
ハートのエースは、無性愛者であるがアロマンティックではない人のシンボルである。無性愛者でかつアロマンティックの人は、スペードのエースをシンボルとして使用する。